# Postkantoor van Metz
Het Postkantoor van Metz is een neoromaans gebouw in de Franse stad Metz aan de place du Général-de-Gaulle tegenover het Station Metz-Ville. 
De bouw startte in 1907 naar een ontwerp van de architecten Jürgen Kröger, Ludwig Bettcher en Gustav Petrich. In 1911 werd het gebouw in gebruik genomen. Het postkantoor is gebouwd in de tijd dat Metz deel uitmaakte van het Duitse Keizerrijk onder Keizer Wilhelm II.